# Corea del Sur en los Juegos Paralímpicos
Corea del Sur en los Juegos Paralímpicos está representada por el Comité Paralímpico Coreano, miembro del Comité Paralímpico Internacional.
Ha participado en quince ediciones de los Juegos Paralímpicos de Verano, su primera presencia tuvo lugar en Tel Aviv 1968. El país ha obtenido un total de 395 medallas en las ediciones de verano: 134 de oro, 126 de plata y 135 de bronce.
En los Juegos Paralímpicos de Invierno ha participado en nueve ediciones, siendo Albertville 1992 su primera aparición en estos Juegos. El país ha conseguido un total de cinco medallas en las ediciones de invierno: una de oro, dos de plata y dos de bronce.
Este país fue anfitrión de los Juegos Paralímpicos de Verano en una ocasión: Seúl 1988, y de los Juegos Paralímpicos de Invierno en una ocasión: Pyeongchang 2018.

## Medallero

### Por edición
| Evento                                | Oro | Plata | Bronce | Total |
| ------------------------------------- | --- | ----- | ------ | ----- |
| Tel Aviv 1968                         | 0   | 0     | 0      | 0     |
| Heidelberg 1972                       | 4   | 2     | 1      | 7     |
| Toronto 1976                          | 1   | 2     | 1      | 4     |
| Arnhem 1980                           | 2   | 2     | 1      | 5     |
| Nueva York 1984 Stoke Mandeville 1984 | 0   | 2     | 2      | 4     |
| Seúl 1988                             | 40  | 35    | 19     | 94    |
| Barcelona 1992                        | 11  | 15    | 18     | 44    |
| Atlanta 1996                          | 13  | 2     | 15     | 30    |
| Sídney 2000                           | 18  | 7     | 7      | 32    |
| Atenas 2004                           | 11  | 11    | 6      | 28    |
| Pekín 2008                            | 10  | 8     | 13     | 31    |
| Londres 2012                          | 9   | 9     | 9      | 27    |
| Río de Janeiro 2016                   | 7   | 11    | 17     | 35    |
| Tokio 2020                            | 2   | 10    | 12     | 24    |
| París 2024                            | 6   | 10    | 14     | 30    |
| TOTAL                                 | 134 | 126   | 135    | 395   |

| Evento              | Oro | Plata | Bronce | Total |
| ------------------- | --- | ----- | ------ | ----- |
| Albertville 1992    | 0   | 0     | 0      | 0     |
| Lillehammer 1994    | 0   | 0     | 0      | 0     |
| Nagano 1998         | 0   | 0     | 0      | 0     |
| Salt Lake City 2002 | 0   | 1     | 0      | 1     |
| Turín 2006          | 0   | 0     | 0      | 0     |
| Vancouver 2010      | 0   | 1     | 0      | 1     |
| Sochi 2014          | 0   | 0     | 0      | 0     |
| Pyeongchang 2018    | 1   | 0     | 2      | 3     |
| Pekín 2022          | 0   | 0     | 0      | 0     |
| TOTAL               | 1   | 2     | 2      | 5     |

### Por deporte
| Evento                     | Oro | Plata | Bronce | Total |
| -------------------------- | --- | ----- | ------ | ----- |
| Atletismo                  | 27  | 23    | 21     | 71    |
| Bádminton                  | 0   | 5     | 2      | 7     |
| Bochas                     | 11  | 8     | 7      | 26    |
| Bolos sobre hierba         | 0   | 1     | 2      | 3     |
| Ciclismo                   | 3   | 6     | 5      | 14    |
| Dartchery                  | 0   | 1     | 0      | 1     |
| Esgrima en silla de ruedas | 3   | 2     | 1      | 6     |
| Halterofilia               | 2   | 0     | 1      | 3     |
| Judo                       | 4   | 2     | 8      | 14    |
| Levantamiento de potencia  | 7   | 8     | 5      | 20    |
| Natación                   | 7   | 2     | 6      | 15    |
| Taekwondo                  | 0   | 0     | 2      | 2     |
| Tenis de mesa              | 29  | 38    | 45     | 112   |
| Tiro                       | 26  | 20    | 17     | 63    |
| Tiro con arco              | 15  | 10    | 13     | 38    |
| TOTAL                      | 134 | 126   | 135    | 395   |

| Evento                     | Oro | Plata | Bronce | Total |
| -------------------------- | --- | ----- | ------ | ----- |
| Curling en silla de ruedas | 0   | 1     | 0      | 1     |
| Esquí alpino               | 0   | 1     | 0      | 1     |
| Esquí de fondo             | 1   | 0     | 1      | 2     |
| Hockey sobre hielo         | 0   | 0     | 1      | 1     |
| TOTAL                      | 1   | 2     | 2      | 5     |